# Altwaidhofen
Altwaidhofen ist ein Ort in der Stadtgemeinde Waidhofen an der Thaya im Waldviertel in Niederösterreich.

## Geografie
Altwaidhofen liegt jenseits also südlich der Thaya und damit gegenüber der auf einer Geländestufe liegenden Altstadt nördlich der Thaya.

## Geschichte
Die Vorgängersiedlung der heutigen Stadtgemeinde entstand im 12. Jahrhundert und wurde 1230 urkundlich als Altsiedlung genannt. Laut Adressbuch von Österreich waren im Jahr 1938 in der Ortsgemeinde Altwaidhofen ein Bäcker, ein Gastwirt, ein Schmied und ein Landwirt ansässig. Weiters gab es eine Mühle.